# Deutsch-Polnisches Klosternetzwerk
Der gemeinnützige Verein Klosterland e.V. wurde 2013 im Kloster Chorin mit dem Zweck gegründet, eine überregionale und grenzübergreifende Zusammenarbeit zwischen Klosterstandorten zu ermöglichen und die Erhaltung und Wiederbelebung des klösterlichen Kulturguts zu unterstützen. Die Gründung fand durch die Mitglieder des Deutsch-Polnischen Klosternetzwerks statt, das 2011 initiiert wurde und ein Zusammenschluss ehemaliger Klöster und kulturtouristischer Einrichtungen im Raum Brandenburg und Westpommern war. Inzwischen sind auch Klosterstandorte aus Mecklenburg-Vorpommern, Baden-Württemberg und Nordrhein-Westfalen Mitglied des Netzwerks.
Ziel der eigenständigen, meist kommunal getragenen Netzwerkpartner ist es, durch die Kooperation Ressourcen zu bündeln, Kompetenzen auszubauen, die Angebotspalette zu erweitern und den interkulturellen und interkommunalen Austausch der Einrichtungen und ihrer Gemeinden zu fördern. Das Netzwerk hat eine Anschubfinanzierung durch regionale Sparkassen erhalten und wird seit 2013 durch das MWFK Brandenburg und die Landwirtschaftliche Rentenbank gefördert (Projektförderung).
Der Verein ist Ansprechpartner für ehemalige und aktive Klöster, ihre Regionen und Städte und ihre (kultur-)touristischen Zielgruppen. Unter der Dachmarke Klosterland präsentieren die Mitgliedsklöster ihr jeweils individuelles Angebot sowie Verbundangebote wie Klostermärkte, Veranstaltungen und Informationsmedien.

## Allgemein
Die Klosteranlagen im Klosterland wurden einst von unterschiedlichen Orden errichtet und prägten in ihrer Vielfalt die Kulturlandschaft  ab dem 11. Jahrhundert nachhaltig. Heute können Gäste bei ihren Klosterbesuchen die Eigenarten, aber auch die Gemeinsamkeiten von Frauen- und Männerklöstern der Prämonstratenser, Benediktiner, Zisterzienser, Franziskaner, Augustiner, Dominikaner und Klarissen entdecken. Eine Vielzahl der Konvente wurde im Zuge der Reformation aufgelöst, weitere im Zuge der Säkularisation im 19. Jahrhundert, in einigen Klöstern aber findet bis heute Ordensleben statt.
Die Mitgliedsklöster des Klosternetzwerks heißen Besucher ganz unterschiedlicher Interessen willkommen. Mit ihren vielfältigen Angeboten vermitteln sie ihren Gästen die Geschichte der einmaligen Architekturdenkmäler und ermöglichen Besuchern, die Besonderheit der Orte für sich zu entdecken und Klosterkultur zu erleben.

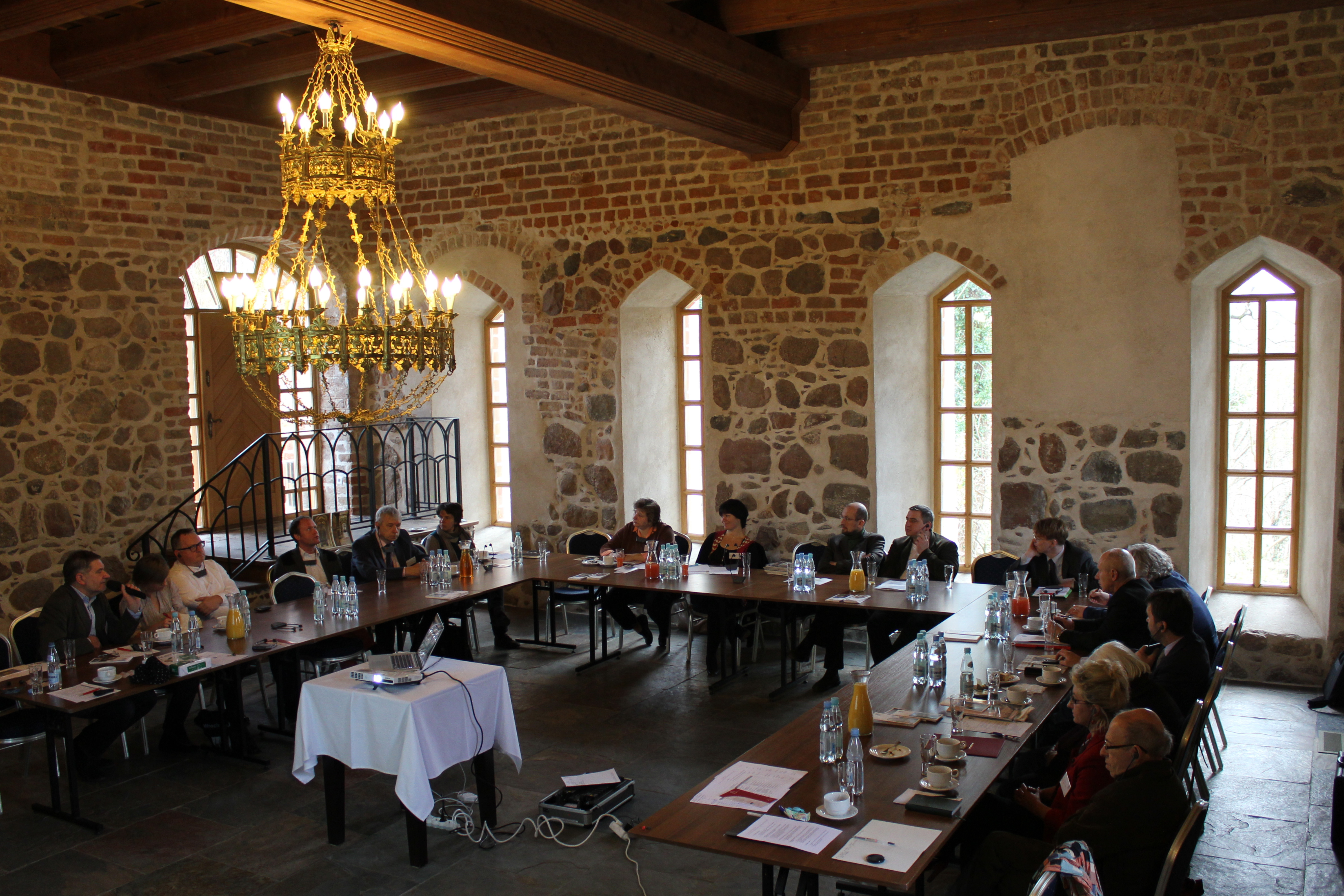
Die Teilnehmer des 4. Netzwerktreffens in Zehden (Cedynia)

## Region
Das Netzwerk hat seine meisten Mitglieder in Brandenburg, gefolgt von der Woiwodschaft Westpommern, Mecklenburg-Vorpommern, Baden-Württemberg und Nordrhein-Westfalen (Stand 08-2017). Stetig kommen neue Mitglieder hinzu.

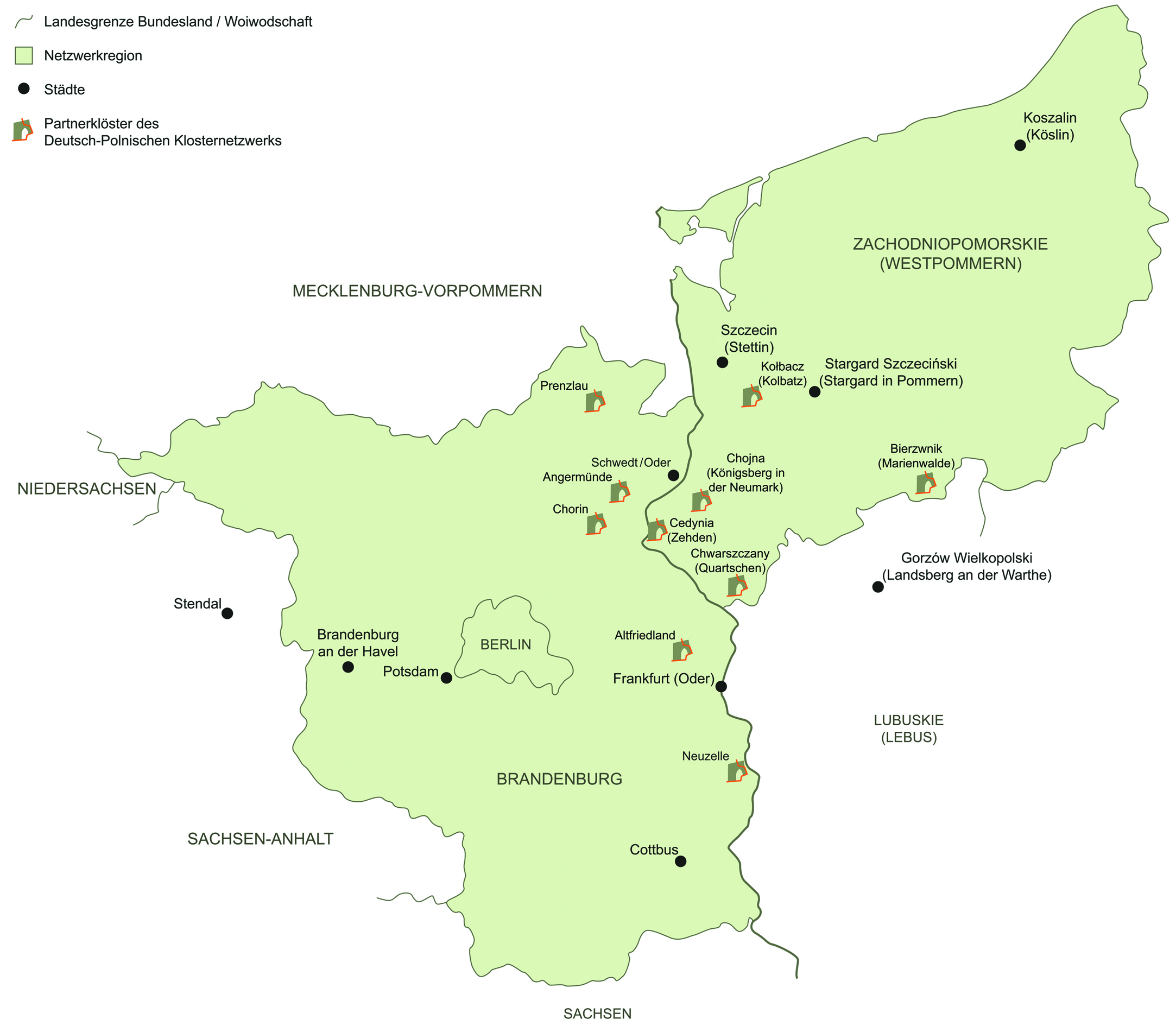
Übersichtskarte der Mitglieder

## Partner
Folgende Klosterstandorte sind derzeit Mitglied im Klosterland e.V.
Brandenburg
1. Altfriedland (Märkisch-Oderland)
2. Angermünde (Uckermark)
3. Chorin (Barnim)
4. Doberlug-Kirchhain (Elbe-Elster)
5. Kyritz (Ostprignitz-Ruppin)
6. Lehnin (Potsdam-Mittelmark)
7. Lindow (Ostprignitz-Ruppin)
8. Neuzelle (Oder-Spree)
9. Prenzlau (Uckermark)

Westpommern
1. Königsberg in der Neumark/Chojna (Greifenhagen/Gryfino)
2. Kolbatz/Kołbacz (Greifenhagen/Gryfino)
3. Marienwalde/Bierzwnik (Arnswalde/Choszczno)
4. Marienfließ/Marianowo (Stargard)
5. Quartschen/Chwarszczany (Soldin/Myślibórz)
6. Zehden/Cedynia (Greifenhagen/Gryfino)

### Zisterzienserinnenkloster Altfriedland
Vom ehemaligen Kloster Friedland sind heute noch Teile des Refektoriums und die ursprünglich gotische Kirche erhalten. Das Refektorium beeindruckt mit einem Kappengewölbe, von August bis September werden dort Konzerte veranstaltet.

### Franziskanerkloster Angermünde
Heute erinnert die imposante Klosterkirche Peter und Paul, ein zweischiffiger Hallenbau aus der zweiten Hälfte des 13. Jahrhunderts, an das ehemalige Kloster. Der Lettner zwischen Hauptschiff und Chor ist fast vollständig original erhalten. Herausragend sind auch die Wandmalereien aus dem 13. Jahrhundert und die verzierte Sakristei. Prächtiger Backsteindekor weist auf Verbindungen zur „Choriner Bauhütte“ hin. Der „Angermünder Klostersommer“ belebt die Kirche mit vielfältigen Kulturveranstaltungen.

### Zisterzienserkloster Chorin
Ost- und Westflügel der Klausur bilden zusammen mit der Klosterkirche der ehemaligen Zisterzienserabtei Chorin ein imposantes Backsteinensemble. Die frühgotische Anlage am Amtssee beeindruckt mit ihrer Architektur und unglaublicher Formenvielfalt des Bauschmucks. Veranstaltungen wie der „Choriner Musiksommer“ im Juli und August gehören zu den wichtigsten Kulturveranstaltungen Brandenburgs.

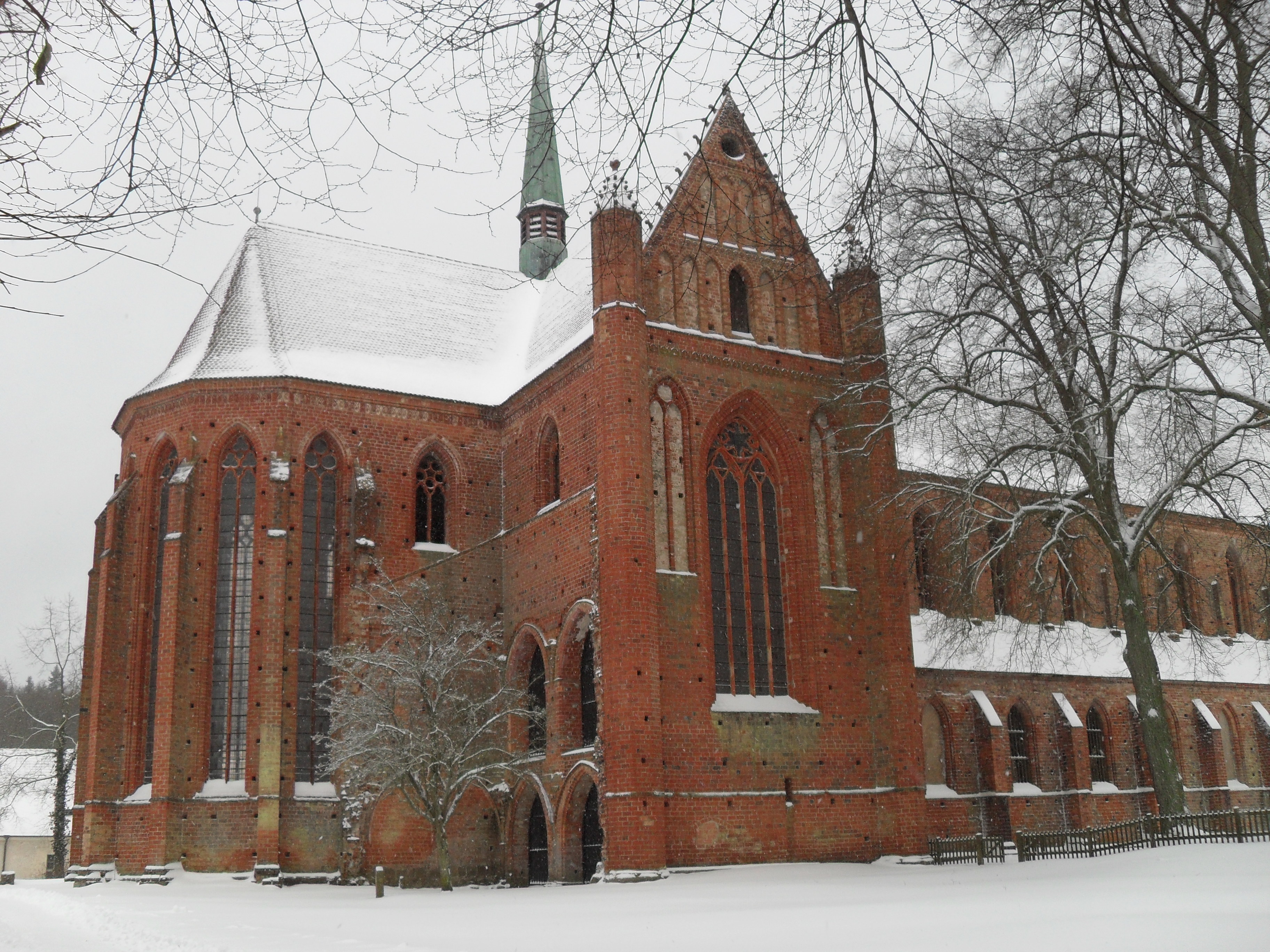
Die Klosterkirche des Zisterzienserklosters Chorin

### Augustinerkloster Königsberg in der Neumark
Vom ehemaligen Klosterkomplex sind heute noch die Kirche, der West- und Südflügel der Klausur und Teile des Kreuzgangs erhalten. Die einschiffige Backsteinkirche ist ein gotischer Bau aus dem 14. Jahrhundert. Im Konventssaal beeindruckt ein Sterngewölbe, das Refektorium ist über zwei Säulen gewölbt. Sehenswert sind die Gewölbe des Kreuzgangs und der an die Südwand der Kirche angelehnten Kapelle sowie die Orgel von Joachim Wagner aus dem 18. Jahrhundert.

### Zisterzienserkloster Kolbatz
Das älteste Zisterzienserkloster östlich der Oder gehört zu den frühesten Beispielen der Backsteingotik in Westpommern. Die Kirche, das Konversen- und das Abtshaus, der „Gefängnisturm“ und eine Scheune sind erhalten. Die Westfassade der Kirche zeigt eine an die französische Kathedralgotik angelehnte strahlenförmige Rosette. Im Hauptschiff finden Kulturveranstaltungen statt.

### Zisterzienserkloster Marienwalde
Das ehemalige Zisterzienserkloster, errichtet Ende 13. bis Anfang 14. Jahrhundert, steht auf einer kleinen Erhebung am Küchensee. Erhalten sind Teile des Ost-, des Süd- und des Westflügels, sowie der Kirche. Es finden permanent Restaurierungsarbeiten und Ausgrabungen statt, deren Ergebnisse auf mehrsprachigen Tafeln präsentiert werden.

### Zisterzienserkloster Neuzelle
Das Kloster Neuzelle auf den Oderhängen bietet mit spätgotischer Klausur, zwei Kirchen und historischem Garten ein einmaliges Ensemble. Der Klostergarten und die barockisierte Stiftskirche gehören zu den bedeutendsten Sehenswürdigkeiten Deutschlands und auch das Musiktheaterfestival „Oper Oder-Spree“, die Neuzeller Klosterkonzerte und das Neuzeller Bier sind überregional bekannt.

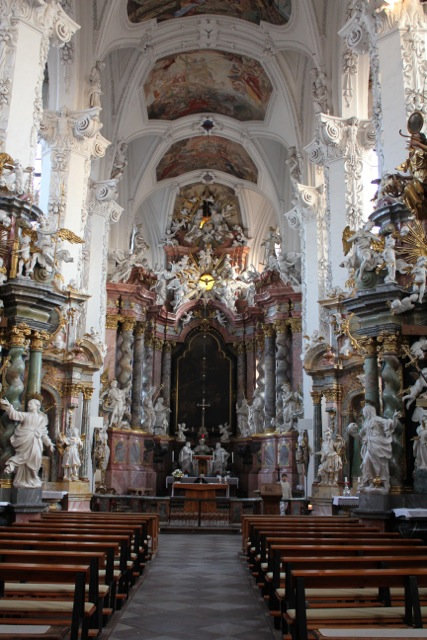
Stiftskirche St. Marien in Neuzelle

### Dominikanerkloster Prenzlau
Erhalten sind vom Dominikanerkloster Prenzlau heute noch die dreischiffige Backsteinhallenkirche, die Klausur und ein Wirtschaftsgebäude. Der Komplex beherbergt das über 110 Jahre alte Kulturhistorische Museum, das Historische Stadtarchiv, die Stadtbibliothek und ein Veranstaltungszentrum. Die vollständig renovierte gotische Klosteranlage gehört zu den sehenswertesten Beispielen der norddeutschen Backsteingotik.

### Templer- und Johanniterkommende Quartschen
Von der ehemaligen Kommende zeugt heute nur noch die Kapelle aus dem 13. Jh. Die gotische Hallenkirche, deren Westfassade von zwei Rundtürmen flankiert wird, befand sich ursprünglich im westlichen Teil der Wehranlage. Herausragend ist die Westfassade mit ihrem Feldsteinportal sowie die Wandmalereien aus dem 15. Jahrhundert.

### Zisterzienserinnenkloster Zehden
Das im 13. Jahrhundert gegründete Zisterzienserinnenkloster Zehden liegt erhöht östlich der Altstadt. Teile des Westflügels sind bis heute erhalten und wurden saniert und ausgebaut. In den historischen restaurierten Gemäuern befindet sich heute ein Hotel-Restaurant.

## Netzwerkarbeit
Die Netzwerkpartner treffen sich zweimal im Jahr zu einer Plenumssitzung in einem der Partnerklöster. Ziel der Treffen ist gegenseitiger Austausch, Entscheidung über Ziele und Aufgaben des Netzwerks, Überprüfung der geleisteten Arbeit sowie Weiterbildung der Partner im Rahmen von Workshops und Vorträgen.
Die Treffen werden synchronübersetzt, um die Kommunikation zwischen polnischen und deutschen Teilnehmern zu erleichtern.
Neben den internen Netzwerktreffen veranstaltet das Klosternetzwerk auch öffentliche Events wie u. a. das „1. Symposium im Klosterland“ im Dominikanerkloster Prenzlau zum Thema „Netzwerke, Kulturtourismus, Ländlicher Raum“.